# 오쿠요카와촌
오쿠요카와촌(奥吉川村)은 효고현 미노군에 있던 촌이다. 현재의 미키시 요시카와정의 남동부에 해당한다.

## 참고문헌
- 가도카와 일본지명대사전 28 효고현